# Dryopteris permagna
Dryopteris permagna är en träjonväxtart som beskrevs av Michael Greene Price. Dryopteris permagna ingår i släktet Dryopteris och familjen Dryopteridaceae. Inga underarter finns listade.